# 포천 단층

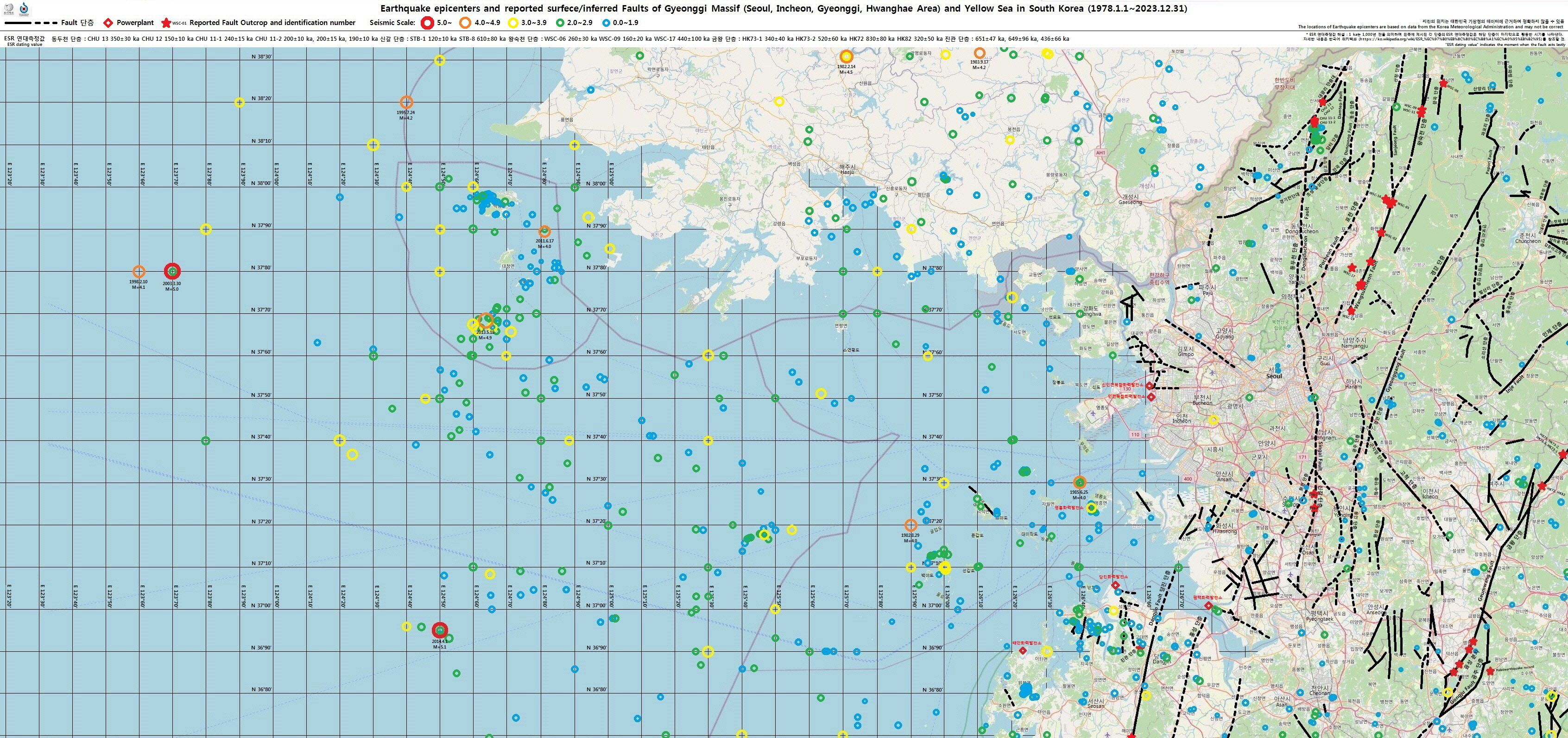
추가령 단층, 포천 단층, 왕숙천 단층, 신갈 단층

포천 단층(Pocheon Fault)은 대한민국 경기 지괴/경기 육괴 내 경기도 포천시 영북면~의정부시 지역에서 북북동-남남서 주향으로 발달하는 한국의 단층으로, 추가령 단층대의 일부이다. 동쪽의 왕숙천 단층과 평행하게 발달한다. 

## 개요
추가령 단층대의 일부이며, 동쪽의 왕숙천 단층과 평행하게 발달한다. 임진강 습곡대의 경계부 혹은 습곡대 내에서 대규모의 연장성을 갖는 단층으로 중생대 이전 연성전단대 천부를 따라 형성된 대규모의 취성 전단단층이다. 철원군, 연천군, 의정부시를 지난다. 중력장 해석에 의한 포천 단층의 파쇄대 깊이는 6 km 정도로 추정된다.
지포리 지질도폭(2007)에 의하면 포천 단층은 포천시 영중면 양문리 양문산업단지에서 영중면 성동리, 영북면 야미리를 지나 운천리까지 이어지며 운천리 북쪽에서는 현무암에 덮혀 더 이상 추적되지 않는다. 포천 단층에 의해 감악산변성섬장암이 야미리와 성동리 지역에서 반복 분포하며 이 섬장암의 겉보기 수평 변위는 우수향으로 4 km 정도이다.
포천 지질도폭(2007)에 의하면 포천 단층은 북북동-남남서 방향의 포천천을 따라가는 대규모 단층이나 충적층으로 덮혀 단층의 노두가 관찰되지 않는다. 다만 포천 단층 인근의 암맥들이 일관되게 남-북 방향으로 발달하고 단층선이 거의 직선상인 점으로 보아 좌수향 주향 이동 단층인 것으로 추정하였다.
의정부 지질도폭(2005)에 의하면 포천 단층은 국도 제43호선과 포천천(川)을 따라가는 북북동-남남서 방향의 선구조선으로 인지되나 충적층으로 덮혀 단층의 노두가 관찰되지 않으며, 포천시 소흘읍 축석령 부근에서 단층이 소멸되어 남남서 방향으로 더 이상 연장되지 않는다.

## 통과 지역
포천시 영북면 운천리 - 야미리 - 영중면 양문리 -  신북면 기지리 - 신읍동 (포천시청소재지) - 소흘읍 - 축석령

## 같이 보기
- 한국의 단층
  - 추가령 단층
  - 왕숙천 단층
  - 경강 단층
- 한국의 지질
  - 경기 지괴/경기 육괴
  - 포천시의 지질
  - 서울특별시의 지질